# Jalen Ray
Jalen Ray (ur.  15 czerwca 1999 w Hampton (Wirginia, USA)) – amerykański koszykarz, grający na pozycji rozgrywającego, od 24 czerwca 2025 zawodnik I ligowej PGE Spójni Stargard.

## Życiorys
Jalen Ray urodził się 15 czerwca 1999 w Hampton w stanie Wirginia. Amerykański koszykarz ma 26 lat, 188 cm i pierwsze koszykarskie kroki stawiał na uczelni Hofstra Pride, gdzie w latach 2017–2022 występował w akademickiej lidze  w NCAA. Sezon 2020/2021 był jego najlepszym sezonem akademickim, gdzie miał statystycznie: średnio 19,3 punktu, 3,3 zbiórki oraz 3,3 asysty na mecz. W sezonie 2022/2023 rozpoczął zawodową karierę w Europie, gdzie w Wielkiej Brytanii grał w drużynie Surrey Scorchers. Statystycznie zdobywał: zdobywał średnio 10,9 punktu, 2,8 zbiórki i 2,8 asysty. W sezonie 2023/2024 grał w lidze kosowskiej w zespole Vëllaznimi Gjakovë, gdzie notował: 17 punktów, 3,5 zbiórki i 2,7 asysty przy skuteczności rzutów za trzy na poziomie 38,9%. W sezonie 2024/2025 ponownie grał w Surrey 89ers (drużyna z Surrey zmieniła nazwę). Z Surrey 89ers awansował do fazy play-off. Był jednym z liderów zespołu: średnio notował 15,9 punktu, 3 zbiórki, 3,7 asysty oraz 1 przechwyt na mecz. 24 czerwca 2025 podpisał kontrakt z I ligową drużyną PGE Spójni Stargard na pozycję rozgrywającego. Dla 26-letniego rozgrywającego będzie to czwarty sezon spędzony na europejskich parkietach.